# Umbrella Review
In der medizinischen Forschung ist ein Umbrella Review eine Übersichtsarbeit über systematische Übersichten oder Meta-Analysen. Umbrella Reviews können auch Übersichten von Reviews, Reviews von Reviews, Zusammenfassungen von systematischen Übersichtsarbeiten oder Synthesen von Übersichten genannt werden. Umbrella Reviews gehören zu den höchsten Evidenzstufen, die derzeit in der Medizin verfügbar sind.
Durch die Zusammenfassung von Informationen aus mehreren Übersichtsartikeln erleichtern Dachübersichten die Überprüfung der Belege und ermöglichen einen Vergleich der Ergebnisse zwischen den einzelnen Übersichten. Umbrella Reviews können eine umfassendere Fragestellung als eine typische Übersichtsarbeit behandeln, z. B. die Erörterung mehrerer verschiedener Behandlungsvergleiche anstelle von nur einem. Sie sind besonders nützlich für die Entwicklung von Leitlinien und die klinische Praxis sowie für den Vergleich konkurrierender Interventionen.